# Tom Abernethy
Pour les articles homonymes, voir Thomas Abernethy et Abernethy.
Thomas Craig "Tom" Abernethy, né le 6 mai 1954 à South Bend dans l'Indiana, est un joueur professionnel de basket-ball.
Tom Abernethy effectue sa carrière universitaire à l'Université de l'Indiana et est sacré champion NCAA avec les Hoosiers, affichant une moyenne de 5,9 points et 3,7 rebonds par match.
Tom Abernethy est sélectionné au troisième tour de la Draft 1976 de la NBA par les Lakers de Los Angeles.
Après deux ans passés à Los Angeles, il rejoint les Warriors de Golden State puis les Pacers de l'Indiana. Il quitte la NBA en 1981 pour Brescia, en Italie.
Il prend sa retraite après deux saisons en Italie  et crée sa propre académie de basketball (Indiana Basketball Academy) en 1995.
En 2012, il a été intronisé au Indiana Basketball Hall of Fame.

## Palmarès de joueur
- Champion NCAA en 1976 avec les Hoosiers de l'Indiana.